# Alfred Aberdam
Alfred Aberdam (Leopoli, 14 maggio 1894 – Parigi, 3 dicembre 1963) è stato un pittore ucraino.

## Biografia
Dopo gli studi a Leopoli, completò la sua formazione a Monaco di Baviera nel 1913-14. Chiamato alle armi, fu fatto prigioniero in Russia, dove rimase fino al 1920. Alla fine del conflitto proseguì gli studi a Cracovia. Tra il 1922 e il 1923 lavorò a Berlino al fianco dello scultore Aleksandr Archipenko. Nel 1923 si trasferì a Parigi, dove sarebbe rimasto per il resto della vita. Si distinse come pittore di scene mitologiche e festose, anche grazie alla destrezza nell'uso del colore, della luce e della materia pittorica. Nonostante le numerose esposizioni al Salon des Indépendants, al Salon d'Automne e al Salon des Tuileries, e all'interesse di alcune gallerie commerciali che ne organizzarono diverse mostre personali, condusse una vita appartata, infelice ed economicamente precaria. Nel 1949 una sua retrospettiva parigina fu replicata in un tour in Israele.